# Gabriel Vidal
Gabriel Vidal Nova, deportivamente conocido como Vidal (Palma de Mallorca, España, 5 de octubre de 1969) es un futbolista español retirado.

## Trayectoria
Gabriel Vidal se formó en las categorías inferiores del Cide Palma. La temporada 1988/89 se incorporó al Real Mallorca, que jugaba en Segunda División. Contribuyó al ascenso del club balear marcando uno de los goles de la victoria en el partido de promoción contra el RCD Español. Debutó en Primera División el 3 de septiembre de 1989, ante el Club Atlético Osasuna.
La temporada 1990/91 vivió la mayor gesta, hasta del fecha, del club bermellón, alcanzando el subcampeonato de la Copa del Rey. Un año más tarde, sin embargo, vivió la otra cara de la moneda, con el descenso de su equipo a Segunda División. A pesar de haber logrado el oro olímpico el verano de 1992, nunca volvió a tener la oportunidad de jugar en Primera.
Siguió con el RCD Mallorca en Segunda División durante cuatro temporadas, hasta que la 1996/97 fichó por el CD Leganés. En 1998 firmó por otro equipo madrileño de Segunda, en Getafe CF. La temporada 2001/02 se marchó al Ciudad de Murcia, por entonces en Segunda División B. Un año después bajaba un nuevo escalón, al firmar por el  Granada CF de la Tercera División. La experiencia con los granadinos también duró una sola temporada, en la que disputó, sin éxito, la promoción de ascenso a Segunda B. La campaña 2003/04 regresó a su ciudad natal para jugar en el Atlético Baleares. Al acabar la temporada Vidal colgó las botas.

## Selección nacional
Nunca fue internacional absoluto, aunque jugó en las categorías inferiores de la selección española. Fue uno de los integrantes del combinado español que ganó la histórica medalla de oro en los Juegos Olímpicos de Barcelona 1992, participando en dos partidos del torneo.

## Clubes
| Club                | País   | Año       |
| ------------------- | ------ | --------- |
| RCD Mallorca B      | España | 1988-1989 |
| RCD Mallorca        | España | 1989-1996 |
| CD Leganés          | España | 1996-1998 |
| Getafe CF           | España | 1998-2001 |
| CF Ciudad de Murcia | España | 2001-2002 |
| Granada CF          | España | 2002-2003 |
| Atlético Baleares   | España | 2003-2004 |

## Palmarés

### Copas internacionales
| Título           | Club                | País   | Año  |
| ---------------- | ------------------- | ------ | ---- |
| Juegos Olímpicos | Selección Olímpica  | España | 1992 |
| Europeo Sub-16   | Selección de España | Grecia | 1986 |